# توني كوفنغتون
توني كوفنغتون (بالإنجليزية: Tony Covington)‏ هو لاعب كرة قدم أمريكية أمريكي، ولد في 26 ديسمبر 1967 في وينستون-سالم في الولايات المتحدة.

## وصلات خارجية
- توني كوفنغتون على موقع مرجع كرة القدم المحترفة.كوم (الإنجليزية)